# Lyttelton Harbour

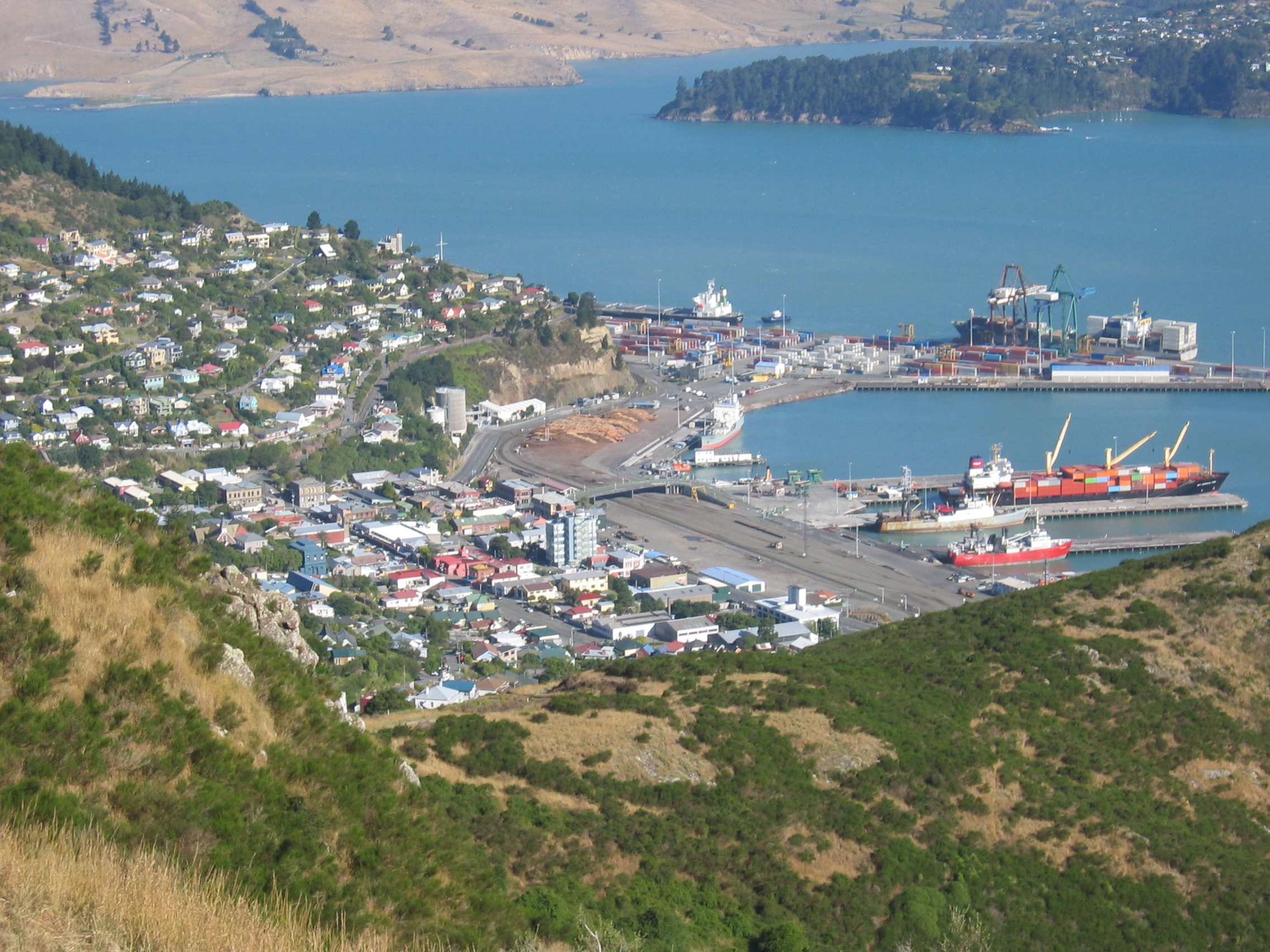
Lyttelton Harbour.

Lyttelton Harbour é uma das maiores baías da Península de Banks na região de Canterbury na Nova Zelândia. Deriva seu nome da cidade de Lyttelton que é um porto marítimo. A região está localizada em uma cratera vulcânica que entrou em colapso.